# Ривера (Торино)
Ривера је насеље у Италији у округу Торино, региону Пијемонт.
Према процени из 2011. у насељу је живело 90 становника. Насеље се налази на надморској висини од 273 м.